# Herb Bolimowa
Herb Bolimowa – jeden z symboli Bolimowa i gminy Bolimów, ustanowiony w 2000.

## Wygląd i symbolika
Herb przedstawia na tarczy koloru czerwonego dwie srebrne muszle na tle laski pielgrzymiej. Są to symbole pochodzące z pieczęci miejskich używanych w XV, XVI i XVII wieku.